# 小野田赤十字病院
小野田赤十字病院（おのだせきじゅうじびょういん）は、山口県山陽小野田市にある医療機関である。日本赤十字社山口県支部が運営する病院である。

## 沿革
（この節の出典）
- 1932年（昭和7年）1月 - 日本赤十字社山口支部臨海療養院として開院。
- 1946年（昭和21年）1月 - 小野田赤十字病院へ改称。
- 1979年（昭和54年）7月 - 日本赤十字社創立100周年記念事業として、全面改装し新病院を開院。

## 診療科
- 内科[2]
- 循環器科[2]
- 外科[2]
- 肛門科[2]
- 眼科[2]
- 神経科[2]
- 脳神経内科[2]
- 皮膚科[2]

## 医療機関の指定・認定
（下表の出典）
| 保険医療機関                         | 高齢者の医療の確保に関する法律（昭和57年法律第80号）第7条第1項に規定する医療保険各法及び同法に基づく療養等の給付の対象とならない医療並びに公費負担医療を行わない医療機関          |
| 労災保険指定医療機関                 | 指定自立支援医療機関（更生医療） |
| 指定自立支援医療機関（精神通院医療） | 生活保護法指定医療機関（中国残留邦人等の円滑な帰国の促進並びに永住帰国した中国残留邦人等及び特定配偶者の自立の支援に関する法律（平成6年法律第30号）に基づく指定医療機関を含む。） |
| 在宅療養支援病院                     | 原子爆弾被害者一般疾病医療取扱医療機関 |

- 救急告示病院[4]
- このほか、各種法令による指定・認定病院であるとともに、各学会の認定施設でもある。

## 関連施設
- 院内保育園「きらら」
- 小野田赤十字老人保健施設「あんじゅ」

## 交通アクセス
- JR小野田線「雀田駅」より徒歩8分[5]
- JR山陽本線「小野田駅」から船木鉄道バス・「理科大行」乗車、「日赤前」停留所下車[5]
- JR山陽本線「宇部駅」から宇部市営バス・「日赤前行」乗車、「日赤前」停留所下車[5]